# Grand Theft Auto: San Andreas
Grand Theft Auto: San Andreas (скор. GTA: San Andreas або GTA: SA) — пригодницька відеогра у жанрі action-adventure, розроблена Rockstar North та видана компанією Rockstar Games в 2004 році. Це сьома за рахунком і третя тривимірна гра у франшизі Grand Theft Auto. Для консолі PlayStation 2 гра була випущена 26 жовтня 2004 року в Північній Америці та 29 жовтня 2004 року в Європа і Австралія. У варіантах для Windows і Xbox гра з'явилася 7 червня 2005 року в Північній Америці та 10 червня 2005 року в Європа; версії гри для Xbox 360 і PlayStation 3 було видано у 2008 та 2012 роках відповідно; у 2013-2014 роках відбувся випуск версій гри для мобільних ОС (iOS, Android, Windows Phone і Fire OS). 11 листопада 2021 року відбувся реліз збірки ремастерів Grand Theft Auto: The Trilogy — The Definitive Edition, до якої увійшла оновлена версія GTA: San Andreas.
Події відбуваються у вигаданому американському штаті Сан-Андреас, який базується на Каліфорнії та Неваді. Штат Сан-Андреас складається з трьох міст: Лос-Сантоса, заснованого на Лос-Анджелесі; Сан-Фієрро, заснованого на Сан-Франциско та Лас-Вентурасі, заснованого на Лас-Вегасі. Історія слідує за Карлом Джонсоном або «Cj», колишнім бандитом, який повертається додому в Лос-Сантос з Ліберті-Сіті після звістки про вбивство матері. Карл знаходить своїх старих друзів і сім'ю в розгубленні, і в ході гри він намагається відновити свою стару банду, має сутички з корумпованими копами і поступово розгадує правду, що стоїть за вбивством матері. Сюжет базується на кількох подіях у реальному житті Лос-Анджелеса, включаючи суперництво між вуличними бандами Bloods, Crips та Hispanic, епідемію креку 1980-1990-х, скандалом ЛАПД Рампарта та бунтами в Лос-Анджелесі 1992 року.
San Andreas отримала визнання критиків, і вважається однією з найвизначніших ігор шостого покоління ігрових систем, а також визнана багатьма рецензентами однією з найвідоміших відеоігор, що коли-небудь виходили, особливо високо оцінили музику, історію та геймплей. Вона стала бестселлером 2004 року, а також однією з найпродаваніших відеоігор усіх часів. Станом на 2011 рік розійшлася тиражем 27,5 мільйонів примірників в усьому світі. Гра, як і її попередники, називається визначною пам'яткою у відеоіграх за свій далекосяжний вплив у галузі.

## Ігровий процес

Ігровий процес у GTA: San Andreas продовжує практику поєднання елементів екшену та автомобільного симулятора

Структура геймплея GTA: San Andreas аналогічна двом попереднім іграм серії. Основна дія складається з елементів екшену від третьої особи і автомобільного симулятора у великому і відкритому для дослідження ігровому світі. Поза транспортного засобу головний герой, керований гравцем, може ходити, бігати, стрибати, лазити і плавати (в попередніх серіях останніх 2 можливостей не було), а також використовувати зброю і битися врукопашну. Гравці можуть викрасти і використати безліч різноманітних засобів пересування, включаючи автомобілі, мотоцикли, мопеди, квадроцикли, велосипеди, катери, літаки, вертольоти, судна на повітряній подушці, поїзди і навіть реактивний ранець.
Відкритий світ дозволяє гравцям вільно подорожувати і вибирати, чим вони будуть займатися в Сан Андреасі. Для того, щоб пройти гру і відкрити доступ в нові міста, необхідно виконувати сюжетні місії, в іншому ж вони необов'язкові і можуть бути завершені в будь-який час. Поза місій гравець вільний у діях, і може здійснювати багато протизаконних в реальному світі вчинків: вбивати перехожих і поліцейських, грабувати їх, висаджувати в повітря автомобілі тощо. Однак такі дії привертають увагу влади, і за головним героєм починають полювати стражі правопорядку. Чим більше злочинів скоюватиме гравець, тим більші сили залучаються для його затримання: невеликі провини намагається залагодити місцева поліція, в той час як на вищих рівнях розшуку злочинця зустрічають команди спеціального призначення і навіть військові підрозділи з підтримкою важкої броньованої техніки й повітряним супроводом у вигляді винищувачів і поліцейських вертольотів.
Також гравець може досліджувати можливості гри, знаходячи секрети від розробників, грати в міні-ігри і виконувати другорядні місії. Традиційні для серії несюжетні завдання були включені і в GTA: San Andreas — гравець може попрацювати таксистом, розвозячи пасажирів, стати пожежником і гасити палаючі автомобілі, доставляти постраждалих людей в лікарню, а також боротися з злочинністю в ролі борця за справедливість. За успішне виконання завдань головний герой отримує винагороду. З'явилися і нові місії (серед яких професії далекобійника, машиніста поїзда та кур'єра, що вимагають від гравця доставки вантажу за обмежений час), а також школи навчання водінню автомобіля і мотоцикла, пілотуванню і управлінню катерами, які допомагають гравцям знайти необхідні навички для використання відповідного транспорту.
На відміну від Vice City і GTA III, в яких при перетині кордонів районів міста з'являвся завантажувальний екран, Сан-Андреас являє собою «безшовний» світ, в якому гравець може подорожувати без пауз. Екран завантаження з'являється в грі тільки перед внутрішньоігровими скриптовими сценами і перед входом в будівлі. Цей факт був досить несподіваним для гравців, враховуючи, що площа штату Сан-Андреас вчетверо більше розмірів Вайс-Сіті і вп'ятеро більше Ліберті-Сіті. Інша помітна відмінність між GTA: San Andreas і його попередниками полягає в тому, що в грі відсутні «Заховані пакети» (які були замінені на графіті, приховані фотографії, підкови і раковини), а також місії «Люті» (англ. «Rampages»).

### Нововведення
У гру було включено велику кількість нових можливостей.
З'явилися нові засоби пересування, у тому числі велосипеди (які також принесли і нову систему управління), тягачі з від'єднувати трейлерами-причепами, поліцейські мотоцикли, евакуатори з керованим краном, комбайни, квадроцикли, аероплани, військовий винищувач, реактивний ранець і потяги. Всього в грі присутні більше двохсот видів транспортних засобів (наприклад, в GTA Vice City всього 80 видів).
Вперше в серії головний герой може плавати, пірнати і перелазити через огородження.
Для посилення вогневої потужності гравці можуть використовувати дві зброї одночасно, а також управляти автомобілем, в той час як члени своєї банди будуть вести вогонь під час руху. Камера, бойова модель і система прицілювання були перероблені за прикладом іншої гри Rockstar, Manhunt. Сюди входять як зміна кольору маркера прицілювання з зеленого на червоний в залежності від рівня здоров'я цілі, так і різні елементи потайного проходження місій.
Також в гру була включена можливість встановити маячок на карті місцевості, після чого на міні-карті дана точка відображалася спеціальним значком. Це дозволяє швидше знайти дорогу до потрібного місця, що було особливо актуально в динамічних місіях в великому світі Сан-Андреаса.
У грі з'явилися різні номерні знаки, наблизивши її до реальності.

### Персоналізація
Розробниками була введена можливість змінювати зовнішність головного героя. Одяг і аксесуари (які гравці можуть придбати в безлічі магазинів Сан-Андреаса), різні види зачісок та татуювань — все це може придбати Сіджей, і ці зміни викликають помітнішу реакцію у NPC, ніж в GTA: Vice City. Також гравець повинен стежити за здоров'ям Карла, регулярно харчуючись в фастфуд закусочних (наприклад, Cluckin 'Bell), в їдальнях, барах і нічних клубах, також їжу можна придбати в торгових автоматах, (вони зазвичай розташовані в місцях з великим скупченням людей), чи купувати їжу у продавців на вулиці. Поглинання їжі і фізичні вправи впливають на мускулатуру і зовнішність головного героя. Якщо Карл з'їсть надто багато за короткий проміжок часу, то відчує нездужання і його знудить, а якщо він переїдає регулярно, то розтовстіє і стане повільніше ходити. Якщо ж головний герой довгий час не їсть, він втрачає мускулатуру, а пізніше починає зменшуватися і здоров'я. Також в грі відзначаються деякі навички Карла: водіння, стрільба, витривалість і об'єм легенів, які удосконалюються кожен раз, коли їх використовує гравець. Все це являє собою елементи рольової гри в GTA: San Andreas.
Сі-Джей може вивчити три різних стилі рукопашної боротьби в гімнастичних залах в кожному з трьох міст гри. Також головний герой може розмовляти з багатьма перехожими, включаючи наркодилерів, повій і членів його банди. Авторитет Карла серед членів банди «Grove Street Families» змінюється в залежності від його зовнішності і дій, а також відносин з його дівчатами. Rockstar заявляли, що у Сі-Джея в сумі близько 4200 рядків в монологах і діалогах, які він виголошує на вулицях…

### Поліпшений штучний інтелект
Інше поліпшення в грі пов'язане з штучним інтелектом. Тепер гравець не може вбити людину вдень на жвавій вулиці і не викликати жодної реакції з боку перехожих. Більшість свідків втечуть чи стануть кликати на допомогу, багато хто буде дивитися на труп, підійшовши до нього, а деякі озброєні громадяни і члени ворожих угруповань почнуть атакувати Сіджея, в той час як члени своєї банди стануть захищати його, стріляючи в супротивників. Це ускладнює міні-ігри по пограбуванню будинків, бо їх жителі можуть викликати поліцію, а в деяких випадках і дістати зброю. Посадка військового винищувача або гелікоптера в людному місці викличе паніку серед громадян.

### Модифікація автомобілів
«TransFender», «Wheel Arch Angels» і «Loco Low Co.» — вигадані салони з тюнінгу автомобілів в Сан Андреасі. Ці компанії надають можливості для модифікації — від установки системи уприскування оксиду азоту (нітро) до установки гідравлічної підвіски. Більшість модифікацій призначені для зміни зовнішнього вигляду автомобіля. Модифікувати можливо практично всі транспортні засоби, за рідкісними винятками. Можна змінювати або встановлювати системи упорскування азоту, гідравлічну підвіску, вінілові аплікації, колісні диски, елементи кузова і сабвуфер, на деякі кабріолети можна встановити дах.

### Війни за територію
Після досягнення певного моменту в сюжетній лінії у гравця з'являється можливість розв'язати війну серед вуличних банд Лос-Сантоса. Мета кожного угруповання при цьому — захопити і утримати якомога більше території міста з метою отримання прибутку з завойованих районів. Чим більше території у банди під контролем, тим більше грошей заробляє головний герой. Бій з ворожим угрупуванням можна почати (одному або за підтримки членів «Grove Street Families»), вторгнувшись на чужу територію (розділену на секції на карті за кольорами володіючими ними бандами) і убивши 3 членів ворожої банди. Якщо гравець зможе витримати кілька атак ворогів (всього їх три), територія переходить до «Grove Street Families» і її члени починають охороняти вулиці цього району. Аналогічно, територія гравця може бути атакована ворожим угрупованням, і для утримання під контролем району буде потрібно захистити місцевість.

### Квартирні крадіжки
Іншою кримінальною складовою гри є можливість грабувати будинки та крадіжки вантажівки для перевезення награбованого, Сі-Джей може прокрадатися в житлові будинки та виносити цінні речі і гроші. Украдене гравцем відвозиться на вантажівці в спеціальне місце і переводиться у готівку. А якщо Сі-Джей награбував майна на 10000 доларів, то в нагороду він отримає 3000 доларів і нескінченний швидкий біг. В будинках потрібно пересуватися тихо: крадучись або йти навприсядки(трохи швидше ніж крастися). Або можна використати іншу техніку. Заходимо в будинок який можна пограбувати швидко йдіть до найближчого предмету який збираєтеся вкрасти, хапаєте його і знову ж таки швидко йдете на вихід. Звичайно вас зразу почують, але у вас буде 10 секунд щоб покинути будинок, якщо ви вийдете раніше ніж скінчиться час про вас забудуть і можете продовжувати спокійно грабувати далі. (обережно таймер йде навіть коли сіджей виходить з будинку)

### Міні-ігри
Розробники включили в проєкт безліч різноманітних міні-ігор, таких як баскетбол, більярд, ритмічні ігри у вигляді дискотек і «танців» на автомобільній гідропідвісці («лоу-райдінг»), ігрові автомати з класичними аркадними розвагами — Gyruss і Gradius (у грі відповідно They Have Crawled From Uranus і Go Go Space Monkey). Присутня і вищезгадана можливість грати в азартні ігри: блекджек, покер, рулетка та інші ігри, типові для казино.

### Зброя
Вибір зброї в GTA: San Andreas практично ідентичний озброєнню в Vice City, з декількома доповненнями та змінами. Також, як і в попередній частині, зброя підрозділяється на категорії за типами, і у головного героя може бути тільки по одній зброї кожного типу. Але, розвинувши навичку стрільби, гравець може взяти 2 обрізи, 2 пістолети та 2 Micro-UZI або ТЕС-9.
- Тип 1: Ручна зброя: кулаки, кастет
- Тип 2: Холодна зброя: бейсбольна бита, лопата, більярдний кий, катана, ключка для гольфу, поліцейський кийок, ніж, бензопила.
- Тип 3: Пістолети: 9 мм пістолет , 9 мм пістолет з глушником, Desert Eagle
- Тип 4: Дробовики: помпову рушницю, обріз, штурмовий дробовик SPAS-12
- Тип 5: Пістолети-кулемети: TEC-9, мікро-SMG Мікро-Узі, SMG (H & K MP5)
- Тип 6: Автомати: автомат Калашникова, штурмова гвинтівка Colt M4
- Тип 7: Гвинтівки: вінчестер, снайперська гвинтівка
- Тип 8: Важка зброя: РПГ-7, вогнемет, SA-7 Grail, M134 Minigun
- Тип 9: Метальна зброя: ручна граната, (смертельна) газова граната, коктейль Молотова, радіокерована вибухівка
- Тип 10: Речі: вогнегасник, балончик з фарбою, фотоапарат
- Тип 11: Подарунки: букет квітів, тростина, фаллоімітатор і вібратор, які Карл може подарувати своїм дівчатам, але також ці предмети можна використовувати і в ближньому бою
- Тип 12: Спеціальний інвентар: прилад нічного бачення, тепловізор, парашут.
- Тип 13: Додатково: детонатор (пульт дистанційного підриву всіх закладених зарядів радіокерованої вибухівки)

Присутність в грі гвинтівки M4 не зовсім відповідає дійсності: час дії GTA: San Andreas відбувається в 1992 році, і хоча конкретно М4 була випущена також у 1992 році, вона не мала режиму повністю автоматичного вогню (який є в грі) — він з'явився лише в модифікації M4A1, яка побачила світ у 1994 році.

### Увага поліції
На відміну від попередніх ігор серії GTA, в San Andreas будь-яка кількість «зірочок» розшуку автоматично зменшується на одну (надалі іменується «Відхід від погоні»), у випадку, якщо гравець успішно ховається від поліції. Також, зміна одягу знімає будь-яку, навіть максимальну, кількість зірочок (така можливість була відсутня в попередніх іграх серії). Перебуваючи в повітряному транспорті, неможливо втекти від погоні будь-якого рівня розшуку. Будь-який рівень розшуку знімається шляхом перефарбовування машини або зміною одягу. На відміну від GTA Vice City, поліцейські в Сан-Андреасі не використовують дорожні шипи для проколювання шин. Вперше в історії серії GTA поліцейські можуть переслідувати гравця на мотоциклах HPV1000.

### Мультиплеєр
Кооперативний режим для двох гравців присутній у версіях гри для PlayStation 2 і Xbox. Маркери, що позначають режим для двох гравців, присутні в декількох регіонах Сан-Андреаса. Якщо один гравець підійде до маркера, а другий натисне на своєму контролері будь-яку кнопку, увімкнеться спеціальний режим гри, аналогічний до місій "Люті" в попередніх частинах серії. Два гравці можуть використовувати машину або подорожувати пішки. Обох керованих персонажів видно на екрані одночасно, через що вони не можуть відходити далеко один від одного. Також моддери намагалися зробити модифікацію, яка додасть цей скрипт і в ПК-версію. У них це частково вийшло, хоча специфіка платформи викликала відомі складнощі з управлінням.
Для ПК-версії San Andreas було створено кілька неофіційних модифікацій, які дають змогу грати через Інтернет та локальну мережу. На сьогоднішній день відомі такі модифікації: Multi Theft Auto, Tournament, Rumble і San Andreas Multiplayer, що користується великою популярністю завдяки широким можливостям для створення ігрових режимів.
SA-MP 0.1 з'явився 2006 року, і швидко завоював популярність. MTA стала не такою популярною, оскільки довго розроблялася в "приватному" режимі, і спочатку претендувала на місце перегонової багатокористувацької гри, проте зараз має ширшу функціональність за рахунок майже повністю переписаного виконуваного файлу.

## Сюжет

### Історія
Події гри відбуваються в 1992 році, за часів розквіту злочинності в мегаполісах Каліфорнії. Гравець керує головним героєм на ім'я Карл «CJ» Джонсон (англ. Carl Johnson), афроамериканцем віком близько 25 років. CJ повернувся в Лос-Сантос (англ. Los Santos) після п'яти років життя в Ліберті-Сіті (англ. Liberty City). Карл виїхав з Лос-Сантоса через смерть молодшого брата Брайана, в якій його звинувачував старший брат Шон (на прізвисько «Sweet» або «Світ»). У місто він приїхав на похорони убитої матері. Удома CJ зрозумів, що і в сім'ї, і в його старій банді, «Grove Street Families» (названою так по відвічній території, вулиці Гроув) панує повний розлад, і був вимушений залишитися. Далі він переживає падіння і воскресіння банди, буквально власними руками витягуючи її з занепаду, якого вона зазнала.
На шляху додому Сі-Джея затримує офіцер поліції Лос-Сантоса Френк Тенпенні, глава організації CRASH (Департамент по боротьбі з організованою злочинністю). Тенпенні звинувачує Сі-Джея у вбивстві іншого члена CRASH, офіцера Ральфа Пенделбері, якого сам же і усунув після того, як Пенделбері почав розслідувати незаконну діяльність Тенпенні. Згодом Тенпенні і його колега Едвард Пуласкі, шантажуючи Карла сфабрикованими проти нього обвинуваченнями, примушують його працювати на них, вбиваючи людей, що становлять загрозу для злочинної діяльності Тенпенні. Після розмови в поліцейській машині Сі-Джея викидають в самому центрі кримінального району, що знаходиться під контролем афроамериканської вуличної банди Ballas. Оскільки Карл представляє банду свого рідного району Гентон, «Orange Grove Street», що є частиною злочинного альянсу «Grove Street Families», гангстери Ballas є його ворогами.
Діставшись до будинку своєї сім'ї, Сі-Джей зустрічає в ньому свого старого друга Мелвіна Харріса (прізвисько Біг Смоук) і їде з ним на похорон своєї матері.
На кладовищі Карл зустрічається зі своїм старшим братом Світом, сестрою Кендл і старим другом Ленсом Вілсоном (прізвисько Райдер). Світ з самого початку агресивно поводиться по відношенню до Сі-Джея, Кендл ж налаштована доброзичливо. Відразу після появи Карла між ним і Світом відбувається сварка, і Кендл йде, заявивши, що вирушає побачитися з Цезарем, своїм хлопцем. Як з'ясовується, Цезар — ватажок ворожої Grove Street мексиканської банди Varrios Los Aztecas і Світ категорично проти його відносин з Кендл. На зворотному шляху Світа, Біг Смоука, Райдера і Сі-Джея атакують гангстери Ballas на автомобілі, і їм доводиться спішно повертатися в рідний квартал на велосипедах.
Далі за сюжетом гри Карл починає помалу втягуватися в кримінальну діяльність своєї банди, зафарбовуючи теги ворожих угруповань, беручи участь в драйв-битвах проти гангстерів Ballas, здійснюючи крадіжки зброї для членів своєї банди і захоплюючи території угруповання Ballas та латиноамериканської банди Los Santos Vagos. Бачачи значний внесок Сі-Джея у загальну справу, Світ поступово пом'якшується по відношенню до Карла і зрештою між братами відбувається примирення.
На прохання Світа Карл вирушає на змагання лоурайдерів, в яких бере участь мексиканський бойфренд Кендл. Після того, як Сі-Джей перемагає в змаганні, він зустрічається з Цезарем Віалпандо, який пропонує йому свою дружбу. Саме Цезар згодом відкриває Карлу очі на зраду його старих друзів Біг Смоука та Райдера, що зв'язалися з корумпованим CRASH і бандою своїх заклятих ворогів Ballas. Того дня, коли Карл дізнається про зраду, банда Grove Street Families на чолі зі Світом здійснює черговий напад на Ballas під перехрестям Малхолланд, щоб ущент розгромити заклятих ворогів. Щоб попередити брата, Сі-Джей мчить через усе місто на місце перестрілки і виявляє Світа пораненим. Карл вступає у нерівний бій з численною бандою гангстерів Ballas, знаючи, що з хвилини на хвилину до місце сутички повинна прибути поліція. У той момент, коли бандитів оточують поліцейські, члени банд тікають, а Карл залишається з пораненим братом. Їх заарештовують.
Світа поміщають в тюремний госпіталь, а Сі-Джей залишається на волі, з умовою, що він буде продовжувати працювати на Тенпенні і Пуласкі. Його відвезли в село Ейнджел-Пайн, подалі від рідного дому, де він виконує доручення Тенпенні, знайомиться з Містером Правдою, білим хіпі, у якого Тенпенні купує наркотики, бере участь в гонках, організованих представником китайських тріад Ву Зі Му (Вузі), зустрічається з кузиною Цезаря, Каталіною, психічно нездоровою особистістю , з якою він здійснює декілька пограбувань, причому за короткий час їхнього знайомства Каталіна встигає закохатися в Карла, зґвалтувати його і порвати з ним стосунки, виїхавши до Ліберті-Сіті з гонщиком Клодом наприкінці місії «Прощавай, любов моя».
У цій же місії Сі-Джей виграє в перегонах з Клодом і отримує як приз гараж в Сан-Фіерро. Тільки приїхавши на місце, Карл розуміє, що його обдурили — гараж виявляється покинутий, набитий мотлохом і сміттям, і тільки втручання Кендл не дозволяє Сі-Джею відмовитися від нього. За допомогою Містера Правди Карлу вдається зібрати команду для роботи в гаражі. Справа рушає з мертвої точки, у Сі-Джея з'являються гроші. Однак він не забуває про брата і банду і веде своє розслідування того, що відбувається в рідному місті.
Під час свого перебування в Сан-Фіерро Карл допомагає своєму новому другові Ву Зі Му у війні з в'єтнамською бандою Da Nang Boys і протистоїть злочинному синдикату «Локо», в якому бере участь його колишній друг Райдер. Поступово Сі-Джей входить в довіру до одного з членів синдикату, сутенеру Джіззі Бі, потім через нього виходить на інших членів — Ті-Боун Мендеса і його партнера, Майка Торено. Спочатку Сі-Джей усуває Джіззі в його клубі, потім на пірсі 69 за допомогою Цезаря і китайських Тріад, очолюваних Вузі, зриває зустріч синдикату «Локо» з картелем Біг Смоука, вбиває Мендеса, згодом в погоні на моторних катерах вбиває Райдера, потім збиває вертоліт з Торено на борту і підриває завод з виробництва креку. Якщо Карл пройде автошколу, то від Цезаря будуть кілька завдань, мета яких — викрасти дорогі автівки.
Якоїсь миті Карлу дзвонить невідомий і пропонує зустрітися на ранчо в Тьєрра-Робаді. Після приїзду в пустелю Сі-Джею доведеться робити багато нелегких справ. "Невідомий" виявляється "убитим" Майком Торено. З'ясовується, що Майк є агентом ЦРУ, який працює під прикриттям, і у збитому вертольоті його не було. В обмін на деякі послуги з боку Карла Торено обіцяє забезпечити безпеку Світа у в'язниці, а згодом, можливо, і звільнити його. Працюючи на Майка, Сі-Джей проходить навчання в льотній школі і стає власником покинутого аеродрому "Вьордент Медоуз" в пустелі. Пізніше на цьому аеродромі з'являється Містер Правда, який видає Сі-Джею пару місій: у першій потрібно вкрасти військову розробку із Зони 69, а в другій Карл має викрасти з вантажного потягу зелену речовину, походження якої невідоме.
Потім за сюжетом гри Карл потрапляє в Лас-Вентурас, місто розваг, списане з Лас-Вегаса. Отримавши частку в казино Ву Зі Му «Чотири Дракони», Сі — Джей допомагає тріадам розібратися з італійською мафією, організовує та здійснює пограбування конкуруючого казино Калігула.
Також у Лас-Вентурасі Карл рятує від самогубства репера Медд Догга, якого затьмарив ОУ-Джі Лок. Пізніше у Лос-Сантосі Сі-Джей допомагає Медд Доггу повернути колись вкрадену ним же книгу рим.
Одного разу Карлу дзвонить Тенпенні та просить зустрітися. Виконавши чергову брудну роботу, Сі-Джей віддає Тенпенні досьє на нього. Отримавши досьє, Тенпенні вирубує лопатою Джиммі Ернандеса, молодого поліцейського, який здав Тенпенні, не бажаючи бути таким же корумпованим копом. Тенпенні їде в Лос-Сантос разом з досьє, наказуючи Карлу вирити могилу для Ернандеса і самого Карла, якого повинен пристрелити Пуласкі. Але раптово приходить до тями Ернандес і намагається вдарити Пуласкі, але останній вистрілив йому в живіт, і тіло Ернандеса падає прямо в могилу, вириту Карлом. Після вбивства Пуласкі намагається втекти автомобілем, попутно брудно висловлюючись про сім'ю Карла. Карл у пориві люті наздоганяє його та вбиває.
Після свого повернення в Лос-Сантос Сі-Джею нарешті вдається домогтися від Торено звільнення свого брата. Разом з братом вони їдуть додому, на Гроув Стріт, і виявляють рідний квартал в повному занепаді. Згодом головному героєві доводиться заново захоплювати всі ворожі райони. Офіцера Тенпенні заарештовують та судять. Але з якихось причин усі свідки зникли (вбиті Карлом чи зникли безвісти), через що продажного офіцера було виправдано. Це викликає невдоволення мешканців Лос-Сантоса та масові заворушення у місті.
У фінальній частині сюжету Світ з'ясовує секретне розташування палацу Біг Смоука та його самого, після чого Карл і Світ вирушають туди. Сі-Джей з боєм уривається до палацу та вбиває всю охорону. Після цього він піднімається на 4 поверх, де виявляє Біг Смоука, який курить крек і грає у відеогру. Сі-Джей пропонує Смоуку здатися, але той у відповідь дістає бойовий дробовик. У перестрілці Карл смертельно ранить Смоука, після чого той, вмираючи, зізнається Карлу, за що він зрадив банду.
Однак свідком перестрілки стає офіцер Тенпенні, який націлив свій дробовик на Карла і змушуючи його набити свою валізу грошима. Після цього він невдало намагається вбити Сі-Джея та підпалює лабораторію. Карлу вдається прорватися до виходу, але на той час Тенпенні вже тікає на пожежній машині. Світ, бажаючи помститися Тенпенні, чіпляється за кінець драбину. Карл прямує в погоню за пожежною машиною. Сі-Джей під'їжджає до машини так, що Світ падає на капот його машини, після чого брати Джонсони міняються місцями (Світ веде машину, Сі-Джей відстрілюється від Балласів, Вагосов та копів). На щастя для братів, Тенпенні втрачає керування, і машина падає з моста прямо на рідну вулицю Карла та Світа. Після автокатастрофи Тенпенні вибирається з машини і вмирає від отриманих ран на очах Карла, Світа, Цезаря, Кендл і містера Правди, який незрозуміло звідки взявся. 
Карл залишається в Лос-Сантосі і стає новим менеджером Мед Догга. Сам Медд Догг отримує нагороду «Золотий диск». На останніх секундах кат-сцени Карл вирішує вийти на вулицю, щоб подивитися, що там відбувається. Цезар Віалпандо, за сприяння Карла повернувший споконвічні території своєї банди, робить пропозицію Кендл. Сі-Джей продовжує захоплювати території, щоб банди Ballas і Los Santos Vagos повністю зникли.

### Персонажі
Величезний відкритий ігровий світ і різноманітність оточення дозволили розробникам включити в гру помітно більше стилів і цікавих історій, ніж в GTA III або Vice City, що торкнулося і персонажів.
Головною темою етапу гри, що проходить в Лос-Сантосі, наприклад, є тема зіткнень вуличних банд, які б'ються за територію і сфери впливу в місті. Одним з таких угрупувань є і банда CJ-я, куди окрім нього входять: Шон «Sweet» Джонсон, сестра головного героя Кендл Джонсон, Мелвін «Big Smoke» (Біг Смоук), Гарріс, Ленс «Ryder» Вілсон та Джеффрі «OG Loc» Крос. У Лос-Сантосі Карл також знайомиться з лідером ворожого угрупування «Varrios Los Aztecas» Цезарем Віалпандо, бойфрендом його сестри Кендл, який згодом став його найкращим другом, і не раз б'ється з іншими бандами: «Баллас» і «Лос Сантос Вагос».
Персонажі-хіппі, а також східноазійські банди (місцеві тріади) і латиноамериканські наркокартелі зустрічаються в Сан-Фієрро, тоді як три мафіозні сім'ї контролюють гральний бізнес в Лас-Вентурасі. Також в грі присутні такі персонажі як Майк Торено, урядовий агент, на якого працює Карл, і Каталіна, майбутня дівчина Клода з GTA III.
Героїв GTA: San Andreas озвучували відомі актори, у тому числі і Семюель Л. Джексон, Френк Вінсент, Джеймс Вудс, Кріс Пенн, Вільям Фіхтнер, Чайна Чоу., Енді Дік репери Ice-T, Kid Frost, The Game і музиканти Ексл Роуз та Шон Райдер.
San Andreas також стала першою грою в серії, де персонажі широко використовували грубу ненормативну лексику. Grand Theft Auto: Liberty City Stories наслідувала GTA: San Andreas в озвученні персонажів.

### Локація
Вигаданий штат Сан-Андреас переважно розташовується в південній частині Каліфорнії та Неваді і включає три головні міста. Лас-Вентурас (і навколишня пустеля) засновані на Лас-Вегасі і пустелі в Неваді; Лос-Сантос і навколишня місцевість нагадують Лос-Анджелес та його околиці; Сан-Фієрро — еквівалент Сан-Франциско.
Гравці можуть зійти на 800-метрову гору Чиліад (реальна гора Дьябло), зістрибнути з парашутом з різних височин й хмарочосів і відвідати 12 містечок і сіл в трьох округах: Ред Каунті (англ. Red County), Флінт Каунті (англ. Flint County) і Боун Каунті (англ. Bone County), велику греблю з гідроелектростанцією (заснована на греблі Гувера, розташованій на кордоні штатів Аризона і Невада), величезну секретну військову базу під назвою «Area 69» (явний натяк на відому «Area 51»), радарну установку і безліч інших географічних пам'яток. Сан-Андреас займає приблизно 36 км² (6 на 6 квадратних кілометрів), що майже вчетверо більше Вайс-Сіті, і вп'ятеро — Ліберті-Сіті.

#### Населені пункти штату Сан-Андреас
- Лос-Сантос (населення 3 200 000)
- Лас-Вентурас (населення 600 000)
- Сан-Фієрро (населення 800 000)
- Паломіно-Крік (населення 6 836)
- Монтґомері (населення 3 623)
- Діллімор (населення 2 130)
- Блюберрі (населення 1 309)
- Ейнджел-Пайн (англ. Angel Pine) (населення 6 412)
- Причал
- Форт-Карсон (населення 396)
- Лас-Пайясадас(населення 211)
- Ель-Квебрадос
- Лас-Барранкас

#### Лос-Сантос
У Лос-Сантосі можна знайти відомі місця міста-прототипу: Watts Towers, виставковий центр Лос-Анджелеса, хмарочоси Capitol Tower і U.S. Bank Tower, голлівудську Алею зірок і кінотеатр Грумана. Місто поділяється на декілька основних районів, включаючи кримінальний Гантон, Айдлвуд і Східний Лос-Сантос (засновані відповідно на передмістях Комптон, Інглвуд і східному районі Лос-Анджелеса). Також присутній жвавий діловий центр міста, елітні райони Родео і Малхолланд і сяючий Вайнвуд (де на схилі одного з горбів розташувався величезний напис «VINEWOOD»), оснований на відомому Голівуді.

#### Сан-Фієрро
Сан-Фієрро є інтерпретацією таких відомих місць як районом Хейт-Ешбурі («Hashbury»), Кастро («Queens»), Чайнатаун та місту «Золоті Ворота» («Gant Bridge»), також в місті відтворений горбистий рельєф і знамениті міські трамваї Сан-Франциско (cable car). В міста є й інші пам'ятки, у тому числі баштовий годинник Embarcadero, хмарочос Трансамеріка-Пірамід («Big Point Building») і зігнута вулиця Ломбард Стріт («Windy Windy Windy Windy Windy Street»), а також шотландські пам'ятки, серед яких залізничний міст «Forth Bridge» і автомобільний «Forth Road Bridge». У місті існує район під назвою «Гарсіа», названий на честь лідера музичної групи Grateful Dead, що народився в Сан-Франциско — Джері Гарсіа, а також будівля мерії, аналогічна такому в Сан-Франциско.

#### Лас-Вентурас
У Лас-Вентурасі гравець може відвідати численні казино і навіть зіграти в них. Доступні такі міні-ігри як покер, рулетка, а також ігрові автомати. У грі присутня можливість поставити на результати скачок (ця міні-гра доступна і в інших регіонах Сан-Андреаса). На додаток до казино в Лас-Вентурасі існують стриптиз-клуби. Найвідоміші казино Лас-Вегаса детально перенесені в Лас-Вентурас; серед них казино «Еськалібур» («Come-а-lot»), «Сфінкс» і сусідній готель у вигляді єгипетської піраміди — «Люксор» («The Camel's Toe»), а також «Pioneer Club», де розташовані відомі неонові рекламні вивіски у вигляді ковбоя та дівчини, замінені розробниками на персонажів GTA: Vice City — Ейвері Керрінгтона і Кенді Саксс відповідно.

## Розробка

### Припущення

Мурал з Grand Theft Auto: San Andreas на вулиці Мельбурна, Австралія

Після успіху попередньої гри, Grand Theft Auto: Vice City, фанати серії чекали не менш якісного продовження. Більшість гравців не знало нічого щодо геймплею і сюжету наступної частини Grand Theft Auto, яка була офіційно оголошена 29 жовтня 2003 року, випустити гру Rockstar Games планувала в четвертому кварталі 2004 року. Здебільшого чутки відносно вмісту гри зводилися до двох теорій: дія гри відбуватиметься в сучасному місті San Andreas (заснованому на Сан-Франциско, Каліфорнія) або в 1970-ті роки в Sin City (заснованому на Фініксі, Аризона).

### Дата виходу
17 та 21 грудня 2003 року Take-Two Interactive зареєструвала десять торговельних марок, що стосуються серії (GTA 5, GTA 6, GTA: San Andreas, Grand Theft Auto: San Andreas, GTA: Sin City, Grand Theft Auto: Sin City, GTA: Bogota, Grand Theft Auto: Bogota, GTA: Tokyo та Grand Theft Auto: Tokyo). У пресі це повідомлення з'явилося 12 січня 2004 року і стало очевидним, що ці назви призначені для наступних ігор серії.
1 березня 2004 року під час своєї прес-конференції Take-Two оголосила, що Grand Theft Auto: San Andreas вийде у вівторок, 19 жовтня 2004 року в США, 22 жовтня — в Європі і 29 жовтня — в Австралії. Перші подробиці щодо вмісту гри відносяться до 11 березня, коли було заявлено, що San Andreas не одне місто, а цілий штат з трьома мегаполісами: Los Santos (Лос-Анджелес), San Fierro (Сан-Франциско) і Las Venturas (Лас-Вегас).
Дата виходу гри змінилася 9 вересня 2004 року після публікації фінансового звіту Take-Two за третій квартал 2004 року. Версія для PlayStation 2 не з'явиться раніше 26 жовтня 2004 року в Північній Америці, 29 жовтня в Європі і 15 листопада в Австралії через те, що Rockstar необхідний час для видалення сумнівного вмісту, який може спричинити обмеження на продаж гри. Попри це, австралійська версія вийшла 29 жовтня як мультимовна європейська PAL-версія. В той же час Take-Two анонсувала версії для РС і Xbox, запланувавши початок продажів на 7 червня 2005 року.
Порт для Xbox і РС вийшов в строк, 7 червня 2005 року в США і 10 червня в Європі. Аналогічно попереднім іграм серії, обидві версії мали текстури вищого дозволу, можливість прослухувати призначену для користувача музику в MP3-файлах як додаткове радіо в грі, а також функцію відеоповтору останніх 30-ти секунд гри. Версії для консолей також мали режим мультиплеєра для двох гравців; на РС така можливість була відсутня.

### San Andreas в новинах
Газета «Calaveras Enterprise» 3 листопада 2004 року повідомила, що Торговельна Асоціація писала про популярність гри в реальному Сан-Андреас, містечку в Каліфорнії. Більш того, видання стверджувало, що в цьому місті живе реальний Карл Джонсон, колишній пастор (має те ж прізвище, що й Карл «CJ» Джонсон, головний герой GTA: San Andreas).
20 липня 2005 року продажі гри були припинені, а грі надали новий рейтинг ESRB — «Лише для дорослих» (англ. Adults Only [АТ]). Це зробило GTA: San Andreas єдиною грою з рейтингом «АТ», виданою масово на консолях в США. Таке рішення ESRB прийняла через появу в інтернеті ігрової модифікації «Hot Coffee», яка відкривала приховані можливості в грі, видалені з геймплея і випадково залишені розробниками у вигляді файлів. Rockstar Games стояла перед вибором: наклеїти на коробки з грою новий рейтинг, або відкликати всі копії з магазинів, замінивши на версію без прихованого вмісту.
У багатьох торговельних мережах постачальники були вимушені вилучити з продажу гру внаслідок того, що за внутрішніми правилами вони не поширювали ігри з рейтингом «АТ». Для РС-версії Rockstar North випустила спеціальний патч «Cold Coffee» і перевидала San Andreas з первинним рейтингом «Mature» («Від 17-ти років»). Версії для ігрових приставок також були виправлені в GTA: Trilogy Pack для Xbox і в «Special Edition» для PlayStation 2 (останнє видання також містило документальний фільм «Sunday Driver»).

## Саундтрек
Як і в двох попередніх частинах серії, у San Andreas безліч різноманітних музичних композицій, узятих з того періоду часу, в якому проходить гра. Найбільш відомими виконавцями, включеними в саундтрек, стали: Faith No More, Depeche Mode, James Brown, Soundgarden, Rage Against the Machine, Cream, Alice in Chains, KISS, Guns N' Roses, Snoop Dogg, N.W.A., 2Pac, Ice Cube, Dr. Dre, Eazy-E, Stone Temple Pilots, Lynyrd Skynyrd і Ozzy Osbourne.
У San Andreas існує одинадцять радіостанцій: WCTR (новини), Master Sounds 98. 3 (рейр-грув), K-Jah West (даб/реггі), CSR (нью-джек-свінг), Radio X (альтернативний рок), Radio Los Santos (гангста-реп), SF-UR (хаус), Bounce FM (фанк), K-DST (рок), K-Rose (кантрі) і Playback FM (хіп-хоп).
Xbox і PC-версії гри, а також портативне видання, містять додаткову радіостанцію, на якій можна програвати музику у форматі MP3, завантажену користувачем у спеціальний каталог.

## Перетин з іграми серії
Безліч персонажів, місць і вигаданих елементів з попередніх частин серії Grand Theft Auto згадуються в GTA: San Andreas. Більшість з них незначно змінено внаслідок часу, що пройшов з подій тих ігор. Дія GTA: Vice City відбувалась до подій San Andreas і тому посилання на цю гру зустрічаються найчастіше, проте багато моментів нагадують і про GTA III.
Також у грі присутня історія знайомства Клода — головного героя GTA III з його коханкою Каталіною, яка зраджує його на початку GTA III (власне через цю подію і відбувається дія GTA III). Крім того в грі є деякі герої Vice City. Кен Розенберг (менеджер казино Калігули) друг і адвокат Томмі Версетті — головного героя GTA Vice City, що згадує про нього в місії «М'ясний бізнес» («Hey, just like old times, huh, Tommy?» «Who the fuck is Tommy?»). Британський звукорежисер Кент Пол (знавець усіх чуток Вайс-Сіті) і його помічник Маккер, а також Сальваторе Леоне — глава мафіозної сім'ї з GTA III і його дівчина Марія. Варто згадати Дуейна і Джетро, механіків, які беруться допомагати Карлу в гаражі міста Сан-Фіерро. Праведник (The Truth) згадує, що вони займалися човновими двигунами, «поки бандити не перекупили їх бізнес в Вайсі». Тобто вони є тими, у кого Томмі Версетті перекупив човнову станцію у Вайс-Сіті.

### Міфи
GTA San Andreas відрізняється від двох попередніх частин серії ігор існуванням цілого ряду міфів навколо неї, появі яких сприяла велика територія штату, що вимагає багато часу на вивчення. Незабаром після виходу гри на багатьох форумах стали з'являтися повідомлення про відкриті в Сан Андреасі НЛО, снігову людину і «шкіряне обличчя» з наведеними скріншотами. Однак всі докази виявилися підробленими. Менш відомі міфи (про наявність в грі Лох-Неського чудовиська, якогось «серійного вбивці», примари матері Карла Джонсона, а також про загадки, пов'язані з інвалідним візком на пірсі озера, в селі Паломіно-Крік і релігійним культом «Епсілон»(англ. Epsilon)), теж не отримали жодних достовірних підтверджень. Єдиною «загадкою», реально виявленою у грі, став так званий «автомобіль-привид» — ефект, що спостерігається в Back o 'Beyond і викликаний тим, що розробники помістили порожню машину на схил пагорба (внаслідок чого з певного ракурсу можна спостерігати, як вона з'їжджає вниз сама по собі).

### Інші
У грі є безліч великодніх яєць. Одним з найвідоміших є табличка на вершині опори моста Гант, з написом «There are no Easter Eggs up here. Go away» — «Тут немає пасхальних яєць, йди звідси» і табличка поруч з південним кінцем моста, яка описує його характеристики як ігрового об'єкта (вага в байтах, промальовування, текстури і т. д.). В серії GTA часто зустрічаються великодні яйця сексуальної тематики: повсюдно (від графіті на стінах до будівель схожої форми) можна зустріти символи у вигляді фалоса. Надзвичайно часто в Сан-Андреасі зустрічається число 69 — відсилання до сексуальної пози 69.
Під час місії в «Зоні 69» в одній з лабораторій можна помітити на столі монтировку — явний натяк на Half-Life.
Після місії «Прощай, кохана!» Вам дзвонить Праведник і говорить, що можна заїхати по траву. Діалог закінчується фразою з фільму Кримінальне чтиво, «-Хто це? Хто це? Я вас не знаю! Телефонний хуліган, телефонний хуліган!».
В районі Оушен Флетс, що в Сан-Фіерро, на вітрині Ammu-Nation можна помітити три слова: GUNS, GUNS, GUNS — код GUNSGUNSGUNS в GTA 3 давав зброю.
У містечку Angel Pine в сміттєвому відрі поряд з закусочною лежить карта з GTA: Vice City.

## Скандал, викликаний модифікацією «Гаряча кава»
У середині червня 2005 року в інтернеті з'явився файл, який згодом став причиною серйозних проблем у Rockstar Games — модифікація «Гаряча кава» (англ. «Hot Coffee»). Таку назву мод отримав за скрипт за допомогою якого в грі відкривалася раніше прихована сексуальна сцена. У немодифікованої грі головний герой проводжав свою подругу до дверей її будинку, після чого вона запитувала про те, чи не хоче Сі-Джей зайти на чашку кави. Якщо гравець погоджувався, камера показувала будівлю зовні і трохи тремтить, в той час як з будинку долинали стогони.
Після установки моду гравці могли зайти додому до дівчини головного героя і вчинити з нею статевий акт у вигляді міні-гри. Код, який відповідав за приховану сцену, був знайдений і в версії гри для консолей. Жорстка реакція громадськості й висловлювання деяких високопоставлених чиновників США, які відбулися услід за виходом «Гарячої Кави», спричинили тимчасове припинення продажів GTA: San Andreas, зміна рейтингу з «M» («Від 17 років») на «AO» («Тільки для дорослих»).
У серпні 2005 року виходить патч до версії гри 1.01 (цьому патчі Rockstar Games присвятили окремий сайт). А наступне перевидання гри випускається вже без прихованого вмісту порнографії. 4 січня 2008 Take-Two Interactive Software відкрила спеціальний сайт gtasettlement.com (нині не функціонуючий), де володарі версії GTA: San Andreas, що містить прихований контент, могли залишити онлайн-заявку або завантажити форму заяви для відправлення поштою, для безкоштовного обміну своїх дисків з грою на піддавшийся цензурі варіант або ж отримати грошову компенсацію в розмірі від $ 5 до $ 35. Дана пропозиція була доступна до 16 травня 2008 року.
Згідно з публікацією газети New York Times, за час скандалу до компанії звернулося лише 2676 чоловік за матеріальною компенсацією.
У 2015 році вийшов фільм «Переломний момент» про юридичну ворожнечу між Rockstar Games і адвокатом Джеком Томпсоном, в якому, крім усього іншого, описувалася й історія, пов'язана з модифікацією «Гаряча кава».

## Додаткові матеріали
«Вступ» (The Introduction) — 26-хвилинний відеоролик, створений на рушії гри, який вийшов на DVD разом з окремо виданим саундтреком GTA: San Andreas. Фільм оповідає про події до зав'язки гри і закінчується телефонним дзвінком Карлу, коли брат повідомляє йому про смерть матері.

## Оцінки та відгуки
| Агрегатор  | Оцінка                                              |
| ---------- | --------------------------------------------------- |
| Metacritic | 96/100 (PS2) 93/100 (PC) 93/100 (Xbox) 84/100 (IOS) |

| Видання  | Оцінка                                                                |
| -------- | --------------------------------------------------------------------- |
| 1Up.com  | A                                                                     |
| GameSpot | 9/10 (PC) 9,6/10 (PS2) 9,2/10 (Xbox)                                  |
| GameSpy  | [ 17 ]                                                                |
| GameZone | 9,2/10                                                                |
| IGN      | 8,3/10 (IOS) 9,3/10 (PC) 9,9/10 (PS2) 9,5/10 (Xbox) 7,8/10 (Xbox 360) |

Гра отримала захоплені відгуки від багатьох критиків, які високо оцінили музику, історію та ігровий процес. За даними агрегатора оглядів Metacritic, середній бал склав 95 зі 100, що є п'ятою за величиною грою в історії PlayStation 2. IGN оцінив гру на 9,9/10 (найвищий результат, який коли-небудь був у грі для PlayStation 2). GameSpot оцінила гру в 9,6 балів із 10. Джефф Герстманн сказав: «San Andreas безумовно відповідає назві Grand Theft Auto. Насправді це, мабуть, найкраща гра в серії». San Andreas також отримав оцінку «A» від 1UP.com і 10 балів від офіційного американського журналу PlayStation Magazine. Загальні похвали були зроблені про відкритість гри, розмір штату Сан-Андреас, а також захоплюючу сюжетну лінію та озвучку.
Газета The New York Times оцінила нововведення гри, але піддала критиці місії, які потрібно починати з початку в разі провалу.